# 월석 (나라)
월석(越析) 또는 월석조(越析詔)는 육조중 하나이다. 월석조는 당대(唐代)에 납서족의 마사(麻沙) 또는 마사(磨沙)가 건립하였다. 이후에 몽사조(蒙舍詔) 또는 대몽국(大蒙國)의 왕, 피로코에 의해 합병당하고 역사에서 사라졌다.